# A.S.Z.V. Orionis
De Amsterdamse Studenten Zeilvereniging Orionis is een studentenvereniging in Amsterdam. Orionis komt voort uit de Universitaire Sportvereniging Zeilen en is sinds 5 november 1985 een zelfstandige studentenvereniging. Het ledenaantal ligt rond de 400 en behoort hiermee tot de middelgrote studentenvereniging in Amsterdam. Tevens is Orionis de grootse studentenzeilvereniging van Nederland en de enige in Amsterdam.
Het verenigingsleven kenmerkt zicht door het gezegde "bootje varen, biertje drinken". Binnen de vereniging is zowel het gezelligheidsaspect als het zeilaspect van belang. Dit komt terug in de vele weekenden die de vereniging organiseert, waarin overdag wordt gevaren en in de avond wordt geborreld of gefeest. Over het algemeen kenmerkt Orionis zich als een actieve vereniging, waarin een grote meerderheid van de leden actief is bij activiteiten of binnen een commissie.
Orionis bestaat uit het bestuur, commissies, wedstrijdteams, disputen en jaarclubs.

## Disputen
Orionis kent geen gemengde disputen. Binnen de vereniging worden disputen ook wel "vloten" genoemd.

##### Herendisputen
- Boeien Heeren XVII
- Scepter
- Dek

##### Vrouwendisputen
- Navis Undara
- Drift
- Schuim
- Sirene
- Fock

## Vloot
- Skûtsje 'Tiid sil 't leare'
- J22 'Jager'

## Wedstrijdteams
Orionis kent twee wedstrijdteams, op de disciplines Skûtsje en J22. Het skûtsje wedstrijdteam debuteerde in de zomer van 2010 op het Iepen Fryske Kampioenskippen Skûtsjesilen, waar het team als eerste eindigde bij de wedstrijd bij Stavoren. Tot 2014 voer het skûtsje wedstrijdteam op de Elisabeth en sinds 2015 varen zij op het verenigingsskûtsje de 'Tiid sil 't leare'.
A.S.Z.V. Orionis is de enige studentenzeilvereniging met een eigen skûtsje. Het schip wordt ingezet voor opleidings- en wedstrijdoeleinden. Het onderhoud wordt door de vereniging zelf gedaan.